# Chrysolina relucens
Chrysolina relucens é uma espécie de artrópode pertencente à família Chrysomelidae.